# Chocholatá Lhota (tvrz)
Tvrz Chocholatá Lhota je bývalá tvrz později přestavěná na sýpku nacházející se ve vesnici Chocholatá Lhota. Od roku 1958 patří mezi kulturní památky.

## Popis
Bývalá tvrz se nachází v západní části Chocholaté Lhoty. Stavba je dvoupatrová na obdélném půdorysu. Na východní a severní straně areálu tvrze je hranice vymezena kamennou zídkou. Západní a jižní strana areálu je vymezena hospodářskými budovami. Průčelí budovy zakrývají tři novodobé přístavby. Zdivo je z lomového kamene s úlomky cihel. Celý objekt obíhá výrazně vysazená korunní římsa. Západní průčelí je dvouosové a štítové, k němu jsou přisazené zásobníky na obilí. Druhé a třetí patro je opatřeno obdélnými sýpkovými okénky, které jsou provlékány mřížemi osazenými ve špaletě. V přízemí se nachází čtvercové okenní otvory, které jsou rovněž opatřeny mřížemi. Další dva obdélné okenní otvory se nacházejí v cihlovém štítu. Jihozápadní nároží budovy je vyztuženo šikmým pilířem. Jižní průčelí je až ke korunní římse zakryto přístavkem. Svah, na kterém se objekt bývalé tvrze nachází, vyrovnává na jihu nízká betonová rampa, na které spočívají kovové svislé prvky přístavku. Na jihovýchodním nároží v přízemí se nachází prolomený otvor, který je v šikmé špaletě osazen dvoukřídlými a prkennými vraty s točnicí. Otvor má trámový překlad, na který nasedá v jeho levé polovině kovový rám s pásovými závěsy, které mají jednokřídlové dvířka. Otvor společně se sýpkovým okénkem v nadpraží vytváří nadsvětlík dvířek. Na první ose třetího podlaží se nachází jedno sýpkové okénko, na druhé ose jsou nad sebou ve všech podlažích další okénka. Pod omítkou jsou v přízemí patrné pozůstatky renesančního sgrafitového kvádrování. Na třetí ose zprava je zděný pravoúhlý portál s profilovanou římsou, chráněný novu keramickou krytinou. Vlevo vedle něho je dveřní otvor s jednokřídlovými plechovými dveřmi v kovových zárubních. Další dveře jsou dvoukřídlové v dřevěné zárubni. Levá část je zakryta přístavkem a instalovanými technickými zařízeními. Trojosé štítové průčelí na východě je zakryto zásobníky na obilí, stejně jako masivní betonový sokl u paty průčelí. Budova má sedlovou střechu.

## Historie
Nejstarší zmínky o původně renesanční tvrzi pocházejí z roku 1514, kdy byla ve vlastnictví Rožmberků. K tvrzi patřil dvůr a celá vesnice Chocholatá Lhota. Roku 1594 Petr Vok z Rožmberka tvrz prodal svému úředníkovi Silvestru Mlázovskému z Těšnice, který objekt ještě téhož roku prodal Jindřichovi Budkovskému z Budkova. V letech 1618 až 1620 byla tvrz Budkovskému z Budkova za účast na stavovském povstání zkonfiskována a prodána Anně Maximiliáně, manželce Jindřicha Michala Hýzrleho z Chodů. V roce 1656 byla prodána Václavem Hýzrlem Alžbětě Volfomíně Hýzrlové z Dubé. Od roku 1671 patřila hraběti Karlovi Leopoldovi Caretto-Millesimo, od kterého tvrz roku 1676 koupil Matyáš Wunschwitz. Po čtyřech letech Matyáš Wunschwitz budovu prodal hraběti Gundakarovi Dictrichsteinovi. V tu dobu však již byla tvrz přestavěna na sýpku. Ve 20. století proběhly významné úpravy stavby. Dnes objekt stále slouží jako sýpka a je veřejnosti nepřístupný.